# Der verwunschene Prinz
Der verwunschene Prinz ist die moderne Bezeichnung eines unvollständig erhaltenen Werkes der altägyptischen Literatur aus dem Neuen Reich. Der in Prosa geschriebene Text erzählt die Lebensgeschichte eines Prinzen, dem ein unnatürlicher Tod prophezeit worden ist. Die Bezeichnung Der verwunschene Prinz wurde erstmals von Georg Ebers verwendet und ist heute in der Ägyptologie allgemein verbreitet, so wird die Geschichte im Englischen The Doomed Prince und im Französischen Le prince prédestiné genannt.

## Überlieferung und literarische Einordnung
Die Geschichte ist zusammen mit der Einnahme von Joppe auf der Rückseite des Papyrus Harris 500 erhalten und in hieratischer Schrift verfasst. Ihr Ende fehlt. Der Papyrus stammt aus der Regierungszeit von Sethos I. oder Ramses II. Die Entstehungszeit der Geschichte dürfte nicht viel weiter zurückliegen. Nach Wolfgang Helck ist sie der 18. Dynastie zuzuordnen, da das behandelte Motiv des Streitwagenfahrers zu dieser Zeit im ganzen östlichen Mittelmeerraum weit verbreitet war.
Problematisch ist die Frage, welchem Genre die Erzählung zuzuordnen ist. Während einige Ägyptologen, etwa Emma Brunner-Traut, in der Geschichte eindeutig ein Märchen erkennen, wird dies von anderen angezweifelt. So hält Wolfgang Helck dieser Sichtweise entgegen, dass jegliches Geschriebene im alten Ägypten einen Zweck haben musste und „Volksdichtung“ deshalb niemals verschriftlicht wurde. Henrike Simon klassifiziert die Erzählung als höfischen Roman, vergleichbar mit der mittelalterlichen Artusepik.

## Inhalt
Ein namentlich nicht genannter König leidet darunter, dass ihm lange Zeit kein Sohn geboren wird. Erst nachdem er die Götter anruft, wird ihm sein Wunsch gewährt. Als der Prinz zur Welt kommt, erscheinen die sieben Hathoren und weissagen ihm sein Schicksal. Der Prinz soll durch einen Hund, durch ein Krokodil oder durch eine Schlange sterben. Daraufhin lässt der besorgte König für seinen Sohn ein steinernes Haus in der Wüste errichten, in welchem dieser seine gesamte Kindheit verbringt.
Als der Prinz älter geworden ist, erblickt er eines Tages einen Jagdhund und möchte ebenfalls einen besitzen. Der König schenkt ihm einen ungefährlichen Welpen. Als der Prinz schließlich das Erwachsenenalter erreicht hat, beschließt er zu reisen, da er der Meinung ist, dass er seinem Schicksal ohnehin nicht entrinnen könnte. Mit dem Streitwagen zieht er nun hinaus in die Welt und gelangt schließlich nach Naharina, ein Land am oberen Euphrat. Dort gibt er sich aus nicht näher erklärten Gründen für den Sohn eines Streitwagenfahrers aus, der auf der Flucht vor seiner Stiefmutter ist.
Der Fürst von Naharina hatte alle Fürstensöhne Syriens herbeirufen lassen, um einem von ihnen seine Tochter zur Frau zu geben. Die Tochter wohnt in einem Turm, dessen Fenster in einer Höhe von 70 Ellen liegt. Derjenige, der es schafft, bis zum Fenster hinauf zu klettern, soll sie heiraten. Die Fürstensöhne nehmen den Neuankömmling freundlich auf. Als nach drei Monaten noch immer keiner von ihnen das Fenster erreicht hat, versucht es schließlich der ägyptische Prinz und schafft es. Der Fürst von Naharina ist strikt dagegen, seine Tochter einem Flüchtling zur Frau zu geben, aber diese hat sich in den Ägypter verliebt und kann ihren Vater schließlich überreden der Hochzeit zuzustimmen.
Der Prinz erzählt seiner Frau von seinen drei Schicksalen und sie behält ihn daraufhin stets wachsam im Auge. Sie schlägt ihm vor, seinen Hund zu töten, aber der Prinz lehnt das ab. Als er einmal fest schläft, kommt eine Schlange, um ihn zu beißen. Seine Frau bemerkt sie aber und tötet sie. Einige Zeit später wird er plötzlich von seinem Hund bedroht und flieht in einen nahe gelegenen See. Dort aber hat sich ein Krokodil eingenistet, das ihm aus Ägypten gefolgt war. Es wird von einem Riesen im See festgehalten und kämpft jeden Tag mit ihm.
Das Krokodil fordert den Prinzen auf, mit dem Riesen zu kämpfen, wenn dieser das nächste Mal auftaucht. Offenbar will ihm das Krokodil dafür das Leben schenken, die entsprechende Textstelle ist nicht erhalten. Der Ausgang der Erzählung fehlt.

## Ausgaben
- Die Erzählung vom verwunschenen Prinzen. In: Bernd Janowski, Daniel Schwemer (Hrsg.): Texte aus der Umwelt des Alten Testaments. Neue Folge. Band 8, Weisheitstexte. Mythen und Epen. Gütersloher Verlagshaus, Gütersloh 2015, ISBN 978-3-579-05281-6, S. 305–312.